# Schrämstange
Eine Schrämstange ist ein Schrämwerkzeug, das im Bergbau zum maschinellen Schrämen eingesetzt wurde. Die Schrämstange entspricht in ihrer Arbeitsweise in etwa einem Fingerfräser. Verwendet wurden Schrämstangen an großen Stangenschrämmaschinen und an den kleineren Kohlenschneidern.

## Aufbau
Die Schrämstange besteht aus einem Rundstahl aus hochwertigem Werkzeugstahl. Auf der Stange ist ein Gewinde, ähnlich einer Holzschraube, aufgebracht. Das Gewinde dient zur Abfuhr des Schrämkleins. Es gibt sowohl Stangen mit Rechtsgewinde als auch Stangen mit Linksgewinde. In der Regel haben die Stangen jedoch Rechtsgewinde. An der Spitze der Stange wird eine Schrämkrone angebracht, die mittels eines durchgehenden Splints gesichert wird. Zudem ist die Stange mit mehreren Schrämmeißeln, die der Bergmann als Picken bezeichnet, bewehrt. Diese Picken haben unterschiedliche Pickenformen. Es gibt Hakenpicken, Helapicken und Wannelpicken. Die gebräuchlichste Pickenform ist dabei die Helapicke. Zudem haben die Picken auch unterschiedliche Längen. Die Picken bestehen aus gehärtetem Werkzeugstahl, sodass sie ergiebig schneiden können. Der Durchmesser zwischen Meißelspitze zu Meißelspitze beträgt maximal 160 Millimeter, sodass der dadurch erzeugte Schram eine Höhe von 160 Millimeter hat. Angebracht wird die Schrämstange am Schrämkopf der jeweiligen Schrämmaschine.

## Arbeitsweise
Die Schrämstange wird über einen Antrieb der Schrämmaschine in Drehbewegung versetzt. Je nach Gewinde der Schrämstange muss die Stange links- oder rechtsherum gedreht werden. Treffen die Picken der drehenden Schrämstange auf Kohle, so wird diese nicht geschnitten, sondern mit der Spitze der Picken aúfgebrochen. Das dabei entstehende Schrämklein wird über das Gewinde nach hinten abgeführt. Dabei werden gröbere Kohlenstücke von der Wulst des Gewindes zerdrückt.